# Sidastrum lodiegense
Sidastrum lodiegense là một loài thực vật có hoa trong họ Cẩm quỳ. Loài này được (Baker f.) Fryxell miêu tả khoa học đầu tiên năm 1978.